# Claude François Falsan
Pour les autres membres de la famille, voir Falsan.
Claude François Falsan, parfois appelé Claude Falsan, François Falsan ou Falsan aîné, né à Lyon le 28 juillet 1760 et mort le 3 septembre 1838 à Saint-Cyr-au-Mont-d'Or (Rhône), est un industriel et économiste français du début du XIXe siècle.
Négociant et fabricant de soieries lyonnaises, syndic de la Chambre de commerce et d'industrie de Lyon, il a écrit sur l'économie et les moyens de paiement, préconisant le système des virements pour fluidifier les échanges économiques.

## Biographie
Claude François Falsan, né en 1760, est le fils aîné de Gatien François ou Gratien François Falsan, négociant à Lyon et recteur de l'Hôtel-Dieu de Lyon, et de Jeanne Bouclon.

### Soyeux lyonnais
Claude François Falsan est associé avec son père. Au moment de son mariage en 1789, il reçoit une somme de 80 000 livres, qui est citée comme représentant le haut de la fourchette des contrats de mariage des négociants lyonnais. Cette somme lui permet de monter une deuxième société, toujours en association avec son père.
Il est employé vers 1800 au ministère de la Guerre à Paris. François Falsan est ensuite négociant à Paris, puis il revient à Lyon et continue ensuite les affaires de son père et les siennes, sous le nom de Falsan aîné. Il devient un important soyeux lyonnais, négociant et fabricant de soieries et de velours. Il reçoit la Légion d'honneur en janvier 1815.
Claude François Falsan est membre puis syndic de la Chambre de commerce et d'industrie de Lyon, membre du conseil municipal de Lyon, assesseur ou suppléant du juge de paix du deuxième arrondissement, administrateur du bureau de bienfaisance et président du conseil d'administration du dispensaire. C'est aussi un dignitaire franc-maçon, il est vénérable de la loge la Candeur en 1786.

### Économie et moyens de paiement

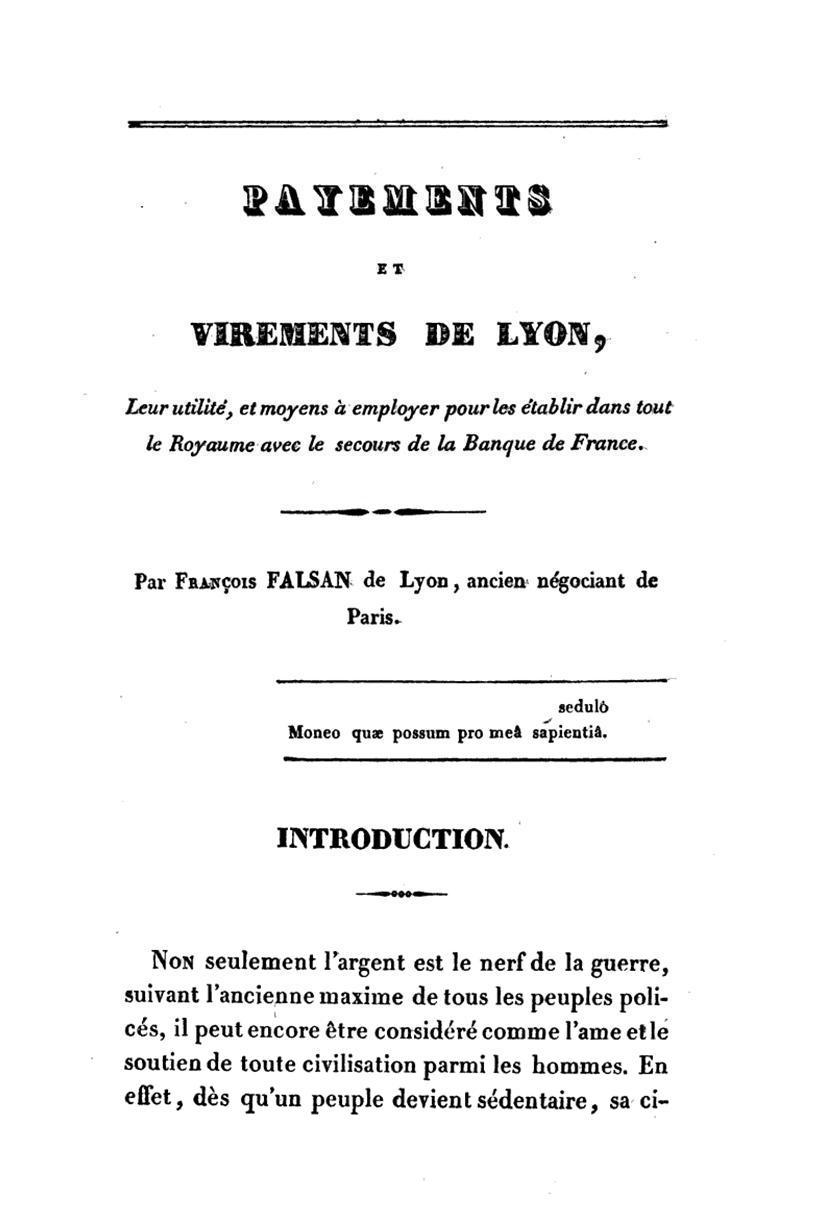
Payements et virements de Lyon, par François Falsan, 1831.

Dès 1790, Falsan s'intéresse activement aux moyens de paiement, et interpelle l'Assemblée nationale sur les assignats et leurs risques, il participe aux adresses envoyées par la municipalité de Lyon, comme syndic de la chambre de commerce.
Il écrit en 1800 un ouvrage intitulé Quelques vues sur l'Économie politique et commerciale, ou Moyens d'éteindre avec facilité les dettes publiques et particulières. Il le publie sous les initiales F.F. ; son identité est indiquée notamment par Renouard et Quérard,, ainsi que dans le Dictionnaire des ouvrages anonymes et dans le Dictionnaire de l'Économie Politique,.
Ayant pour but de fluidifier les échanges économiques et financiers en rétablissant à Lyon les virements de parties, cette œuvre est vivement controversée à sa publication. Antoine-Augustin Renouard rapporte qu'il a suscité « la colère des prêteurs d'argent. Ils traitèrent l'auteur de fou ». Pour sa part, Renouard juge cette « brochure beaucoup mieux écrite qu'on n'auroit le droit de l'exiger d'un commerçant en rubans et soieries », et il indique qu'elle est propre à « rendre le commerce de marchandises et de manufacture, moins dépendant des secours pécuniaires » et porteur d'une « grande et heureuse conception commerciale, dont l'exécution ne sera peut-être pas toujours impossible ».
En 1830 Falsan publie une nouvelle version de cet ouvrage, sous le titre Payements et virements de Lyon, ou moyens d'éteindre avec facilité et le moins d'argent possible toutes les dettes commerciales, en l'actualisant. Il y affirme que « le moyen donc le meilleur et le plus prompt pour rendre l'argent abondant serait l'établissement des virements de Lyon puisqu'ils forcent l'emploi du numéraire au minimum le plus exigu ». Il montre les avantages de l'institution lyonnaise des paiements et virements, en souhaite le rétablissement, et sa généralisation à toute la France.
Ces deux titres sont utilisés en bibliographie d'ouvrages sur l'histoire des virements, sur l'histoire de la banque à Lyon, et en économie politique.

### Famille
Claude François Falsan épouse en janvier 1789 Jeanne-Marie Maupetit (1763-1810), fille de Pierre Maupetit, écuyer, conseiller secrétaire du roi, et de Marguerite Orsel, et sœur du général d'Empire Pierre Maupetit (1771-1811).
- Ils ont comme enfants[19] :
  - Pierre-Honoré Falsan (1794-1867) qui succède à son père comme négociant et industriel de la soie ; il épouse Joséphine Chavanis de Bagnols, ils sont les grands-parents maternels du Père Marie-Joseph Lagrange (1855-1938) ; il se remarie en 1832 avec Thérèse Niepce, ils sont les parents du géologue Albert Falsan (1833-1902)[18].
  - Sophie Falsan (1796-1824) qui épouse Claude Bréghot du Lut (1784-1849), avocat et littérateur.
  - Marie-Claudine Falsan (1798-1884) qui épouse Alexandre Gaultier de Coutance.
  - Louise Pauline Falsan (1802-1870) qui épouse David Charreton.
  - Claude Joseph Falsan (1804-1849).
  - Joseph-François Falsan (1807-1870).
  - François Marie Pierre Falsan (mort en 1853).

## Œuvres
- Quelques vues sur l'économie politique et commerciale, ou Moyens d'éteindre avec facilité les dettes publiques et particulières, par F. F. (Falsan), Paris, Renouard, an VIII[4].
- Payements et virements de Lyon, ou moyens d'éteindre avec facilité et le moins d'argent possible toutes les dettes commerciales..., par François Falsan, Paris, Delaunay, 1831[20].

## Distinctions
- Chevalier de la Légion d'honneur (1815).

### Sources
- Antoine-Augustin Renouard, Catalogue de la bibliothèque d'un amateur, avec notes bibliographiques, critiques et littéraires, Paris, Renouard, Impr. de Crapelet, 1819, tome 1er, pp. 237-238 [lire en ligne].
- Ministère de la Culture, base Léonore en ligne, « Falsan, Claude François ».
- Bibliothèque nationale de France, Catalogue général, « Falsan, François ».